# 芒特塔博爾 (印地安納州)
芒特塔博爾（英語：Mount Tabor）是位於美國印地安納州門羅縣的一個非建制地區。該地的面積和人口皆未知。